# Белдіу
Белдіу (рум. Beldiu) — село у повіті Алба в Румунії. Адміністративно підпорядковане місту Теюш.
Село розташоване на відстані 273 км на північний захід від Бухареста, 20 км на північний схід від Алба-Юлії, 60 км на південь від Клуж-Напоки.

## Населення
За даними перепису населення 2002 року у селі проживали 258 осіб, з них 257 осіб (99,6%) румунів. Усі жителі села рідною мовою назвали румунську.